# 西美濃三人眾
西美濃三人眾，一般簡稱為美濃三人眾，是指日本戰國時期美濃齋藤氏屬下三名有名的家臣。西美濃三人眾分別為稻葉良通（一鐵）、安藤守就（道足）和氏家直元（卜全）。

## 齋藤家內的活動
由於發現不少西美濃三人眾聯署的文件，可見三人在家內地位舉足輕重。此外，還有和不破光治連署的文件，因此也有人將西美濃三人眾和不破光治合稱「美濃四人眾」。另外還有由安藤守就、氏家直元、日根野弘就、竹腰直光、日比野清實和長井衛安合稱的「齋藤六宿老」。

## 織田家內的活動
在齋藤龍興繼位後，西美濃三人眾陸續背叛齋藤氏加入織田氏，導致齋藤氏被織田氏攻滅。西美濃三人眾加入織田氏後，成為織田信長的直屬家臣，為織田氏的擴張而努力。1571年，氏家直元在長島一向一揆中為織田軍殿後而戰死，家督之位由兒子直通繼承。此後，安藤守就因涉嫌私通武田勝賴而被織田信長於1580年流放，令西美濃三人眾被解散。

## 此後活動
本能寺之變後，安藤守就意圖重新建立自己的勢力而攻擊稻葉良通領內的北方城，但最終失敗，自盡而亡。而稻葉良通則跟隨豐臣秀吉，1585年獲封為從三位、法印，1588年病逝。